# Гірничорятувальна служба

Гірничорятувальна служба. Початок ХХ ст. Експонати Макіївської центральної гірничорятувальної і науково-дослідної станції, заснованої у 1907 р.

Гірничорятува́льна слу́жба (рос.горноспасательная служба, англ. mining rescue service, нім. Grubenrettungsdienst m) — професійна воєнізована служба, діяльність якої спрямована на організацію та здійснення заходів щодо запобігання аваріям на гірничих підприємствах та їх ліквідації, рятування людей.